# بوزهيوك (أديامان)
بوزهيوك (بالكردية: Bozîg‏) (بالتركية: Bozhüyük)‏ هي قرية تتبع إداريّاً لمديرية أديامان في محافظة أديامان التركية الواقعة في جنوب شرق الأناضول. وبلغ عدد سكانها 326 نسمة في عام 2021.